# أسعد بواب
أسعد بواب ممثل مغربي من مواليد 31 يوليو 1980 بفرنسا شاب سطع نجمه في الفيلم ماروك الذي لعب فيه رجلا ملتزما يمنع أخته من الارتباط بيهودي، كما شارك سنة 2007 في فيلم كل ماتريده لولا ، وفيلمي رشيد بوشارب: أنديجان سنة 2006 وخارج القانون سنة 2010.

## روابط إضافية
- أسعد بواب على موقع IMDb (الإنجليزية)
- أسعد بواب على موقع ألو سيني (الفرنسية)
- أسعد بواب على موقع أول موفي (الإنجليزية)
- أسعد بواب على موقع قاعدة بيانات الأفلام السويدية (السويدية)
- أسعد بواب على موقع قاعدة بيانات الفيلم (الإنجليزية)
- أسعد بواب على موقع كينوبويسك (الروسية)